# Palacete Laredo
El Palacete Laredo, construido en Alcalá de Henares (Madrid - España) en 1882, es un palacio neomudéjar. Actualmente es la sede del Museo Cisneriano, del Centro Internacional de Estudios Históricos Cisneros.
En 1975 fue declarado monumento inmueble del patrimonio histórico español. En el registro de Bienes de Interés Cultural consta con el código: RI-51-0004172.

## Historia
Otras denominaciones son Palacio Laredo o Quinta La Gloria. Y también es conocido como Hotel Laredo, no por alojar huéspedes, sino por ser una casa aislada de las colindantes y habitada por una sola familia.
Está situado en el Paseo de la Estación de Alcalá de Henares (Madrid - España). Fue construido por Manuel José Laredo y Ordoño como vivienda particular, entre 1880 y 1884. Es de estilo neomudéjar, con decoración interior en yeserías y azulejos de inspiración oriental, como el minarete con reloj que asoma al exterior. El arquitecto de la obra fue Juan José de Urquijo.
Fue vendido por su propietario, en el año 1895, a su prestamista el relojero y cónsul suizo Carlos Eduardo Lardet Bovet. Laredo se marchó a vivir a Madrid, donde falleció al año siguiente. En 1918 lo compra Vicente Villazón Fernández, que lo renombra como "Quinta Concepción". En 1942 lo adquirieron los hermanos de Luque y Ángel Aguiar, que dividieron y vendieron parcelas de la finca. Los herederos de Aguiar-Luque, en 1973, donaron el palacio al Ayuntamiento de Alcalá de Henares. En los años ochenta fue rehabilitado por la arquitecta Genoveva Christoff Secretan y, al finalizar la restauración en 1988, el Ayuntamiento lo cedió a la Universidad de Alcalá.

### Uso actual
En la actualidad el edificio pertenece al Ayuntamiento de Alcalá de Henares, aunque lo gestiona la Universidad de Alcalá. Es la sede del Museo Cisneriano y del Centro Cisneriano de Investigación. Alberga una colección de antiguos documentos de la Universidad de Alcalá, entre los que destacan una edición original de la Biblia Políglota Complutense, y la Biblia Políglota de Amberes.

## Artífice

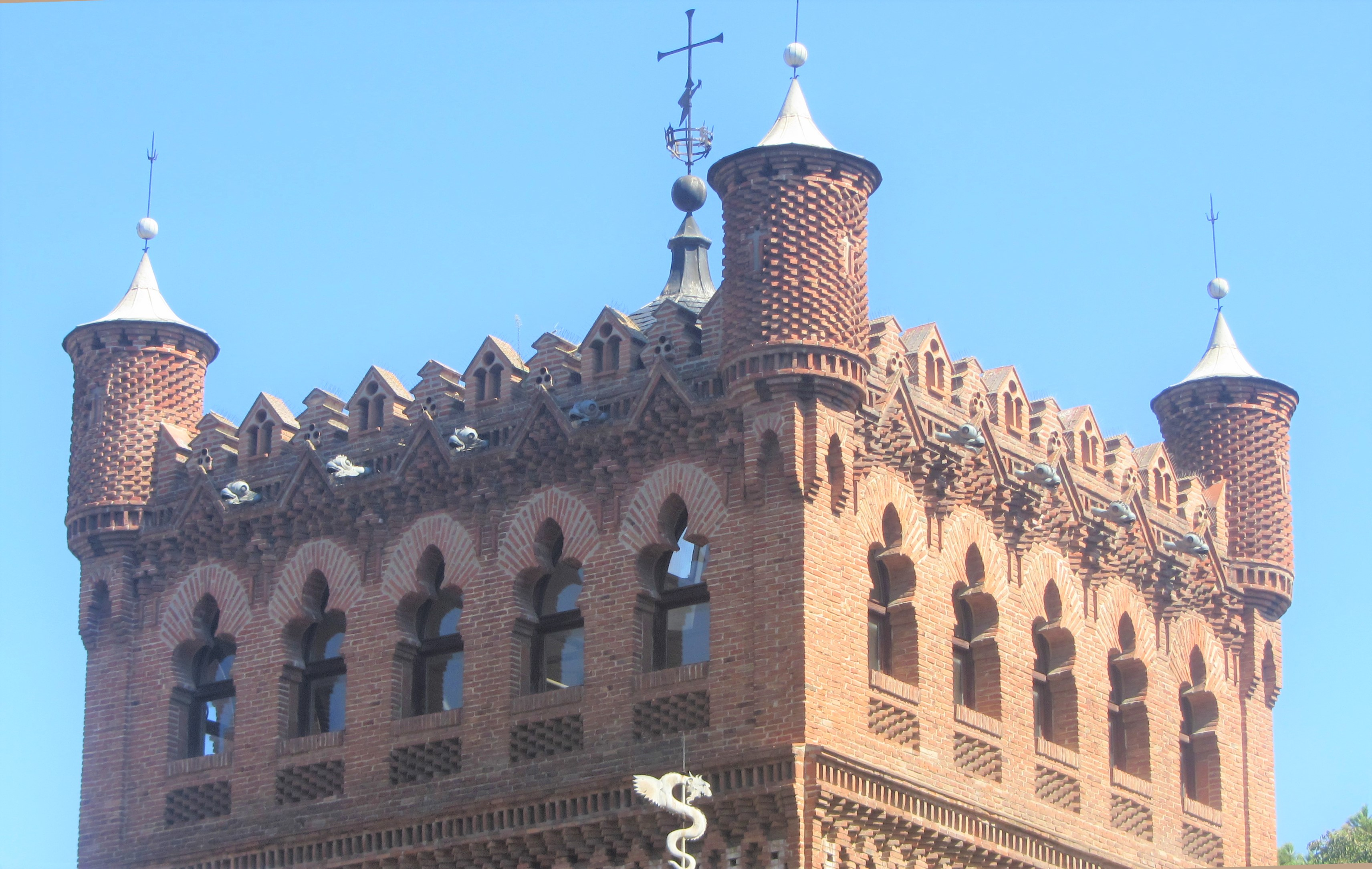
Torre del Palacete de Laredo

Manuel José Laredo y Ordoño (Amurrio, Álava 1842 - Madrid 1896), propietario y autor del proyecto de este palacio destinado a ser la residencia habitual de su familia. Es uno de los personajes más destacados y carismáticos del siglo XIX de Alcalá de Henares de la que fue alcalde entre 1891-93. Fue restaurador, constructor y pintor; trabajó en Alcalá en las obras de rehabilitación del Palacio Arzobispal. Dedicado al ejercicio de las artes suntuarias destacó en la pintura decorativa y escenográfica, y puso de relieve su competencia artística en la construcción de este edificio. También fue miembro de la Real Academia de San Fernando.

## Edificio

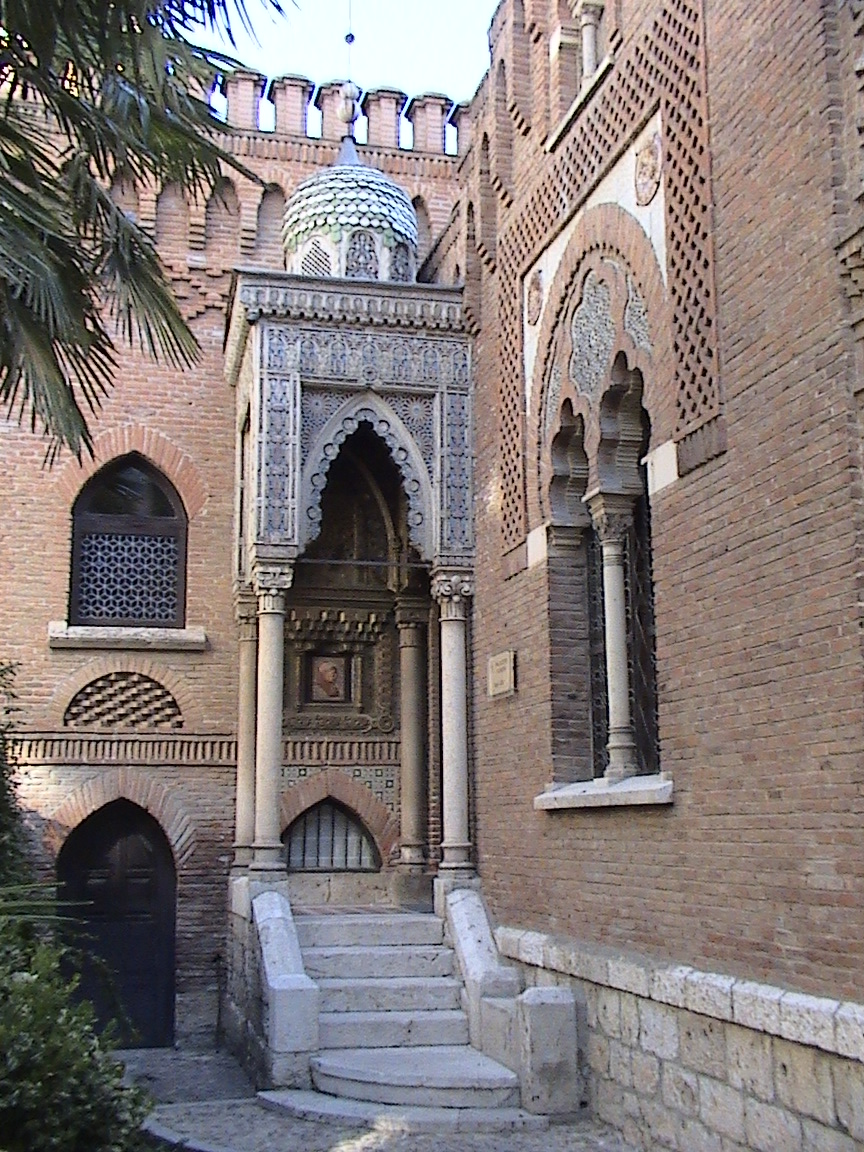
Templete en la entrada principal del Palacio Laredo.

Su estilo ecléctico neomudéjar, incorpora elementos góticos, renacentistas, pompeyanos y modernistas, con una exhaustiva utilización de las posibilidades decorativas del ladrillo caravista. En torno al edificio se conserva uno de los pocos jardines románticos que perduran en la ciudad.
En su interior hay 15 piezas arqueológicas originales trasladadas por su propietario desde edificios de los siglos XV y XVI. Así, la bóveda y columnas del Castillo de Santorcaz, artesonados del palacio de los Marqueses de Tendilla (Guadalajara), columnas del claustro del Convento de Jesús del Monte en Loranca de Tajuña, azulejos procedentes del palacio de Pedro I el Cruel de Jaén y Toledo. Hay salas inspiradas en la Alhambra, y frescos con motivos pompeyanos y platerescos. El Salón de los Reyes está decorado con pinturas de distintos monarcas, y en el techo presenta una representación del firmamento como se concebía en la Edad Media; en la actualidad sirve de salón de actos y sala de conferencias.
La mezcla de varios estilos arquitéctonicos le dan una singularidad al monumento. Su autor se inspiró, no obstante, en lo que se conoció como el movimiento "Arts and Crafts", impulsado por William Morris en Inglaterra. Las decoraciones con pinturas de cada estancia y con diseños ambientales diferentes para cada una, hacen de este edificio un ejemplar de la tendencia modernista de la época, y desde luego de excepcional interés arquitectónico en la Comunidad de Madrid.

## Museo Cisneriano

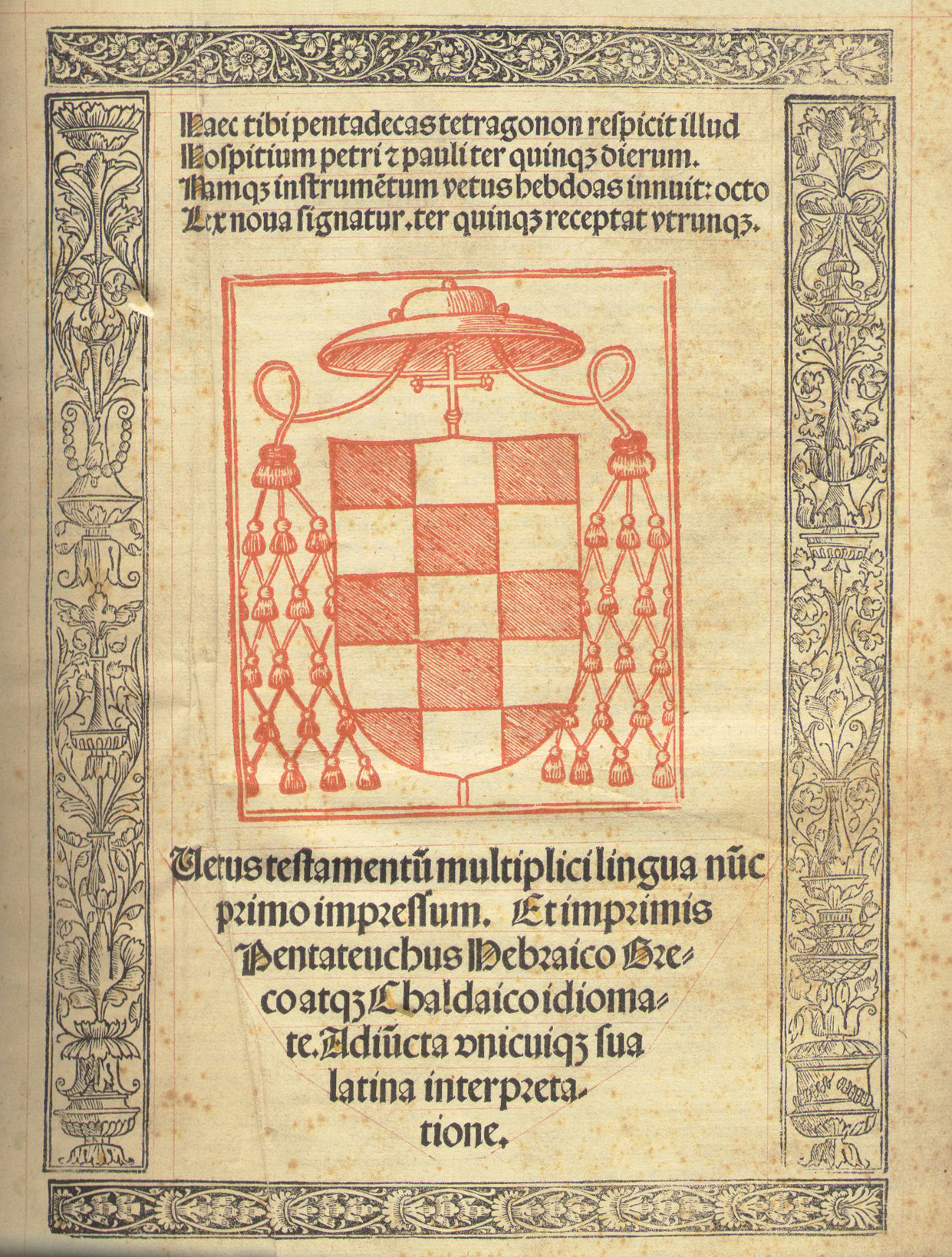
Primera página de la Biblia Políglota Complutense con escudo del cardenal Cisneros.

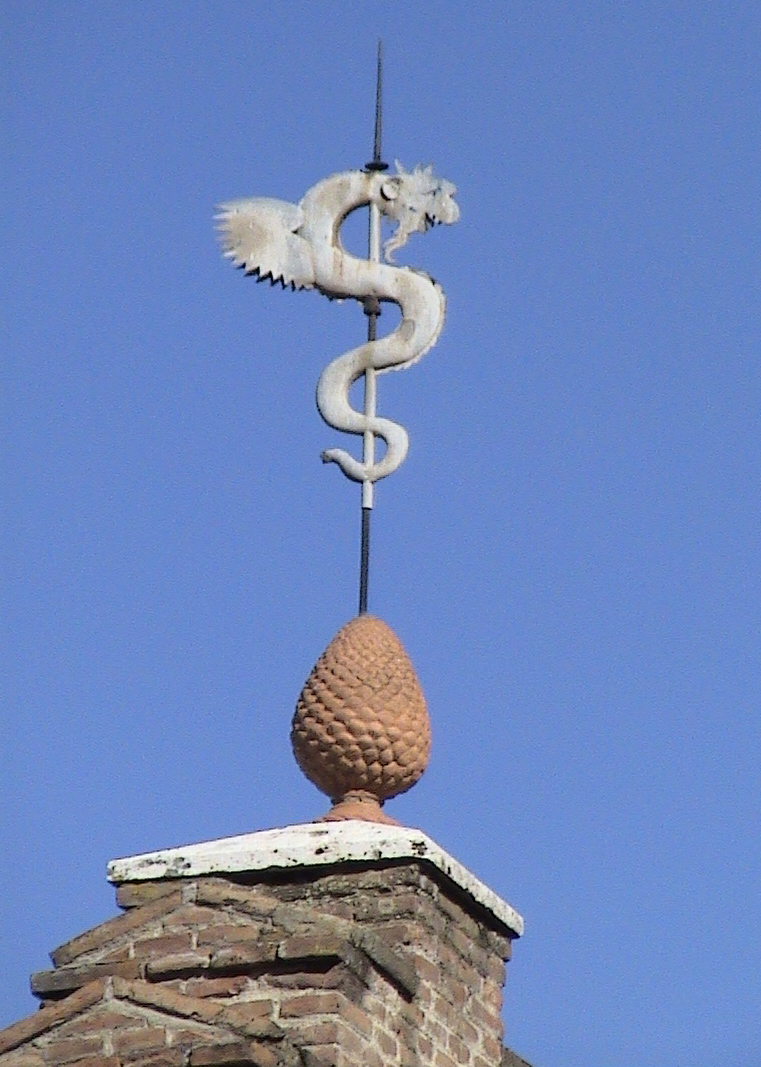
Detalle de decoración exterior del Palacio Laredo.

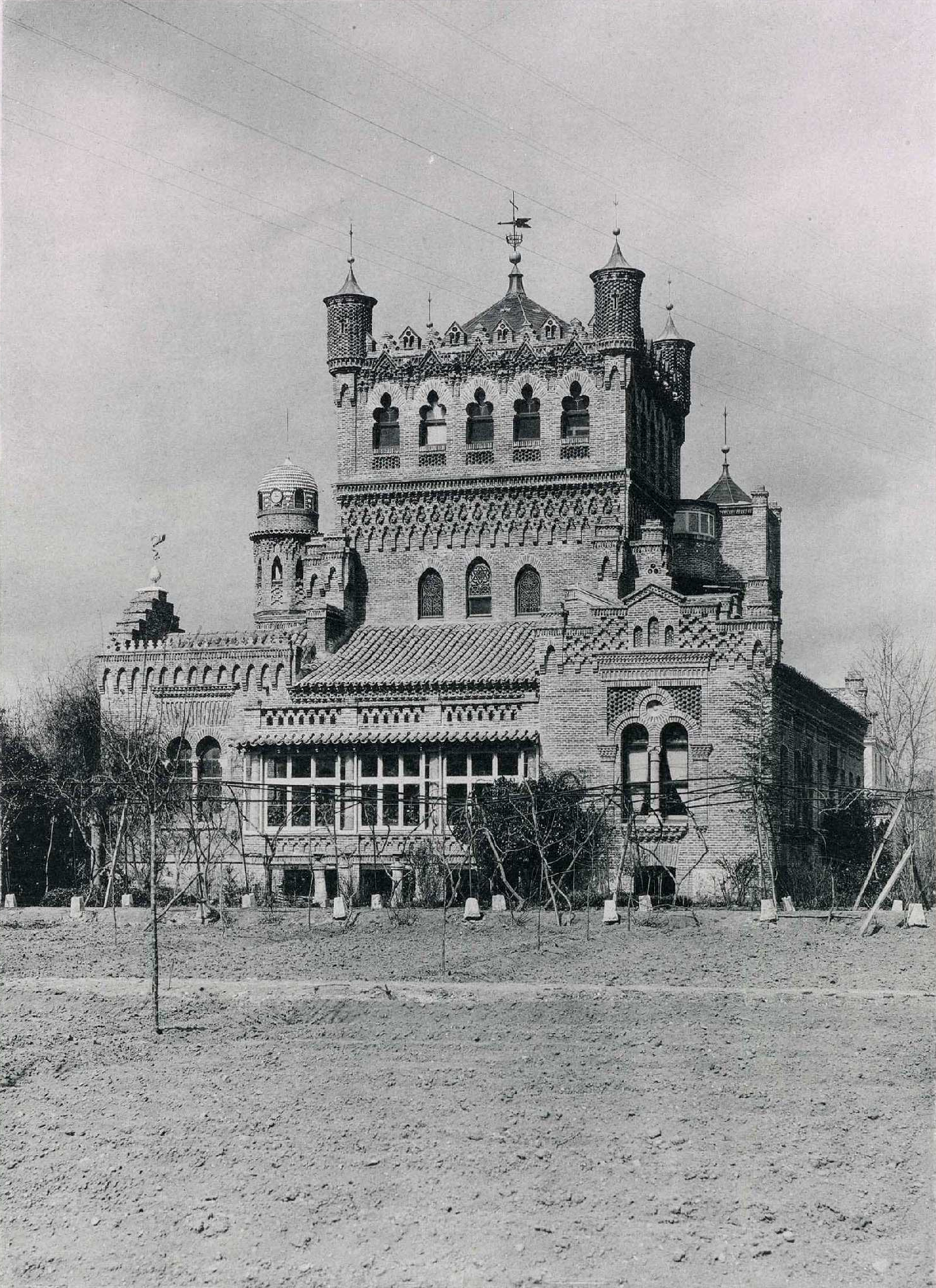
Fachada sur (fotografía de Hauser y Menet, 1892).

En 1996 la Universidad de Alcalá creó el Centro Internacional de Estudios Históricos Cisneros (CIEHC) para el estudio de la figura del Cardenal Cisneros y su época, así como la historia de las universidades. El Centro pretende desarrollar una conciencia histórica europea y contribuir al conocimiento de la historia de sus pueblos mediante la práctica de la docencia y la investigación. Sigue dos líneas de orientación científica: una centrada en la historia de las órdenes mendicantes, la de la antigua Universidad de Alcalá y el análisis de la figura y de la obra de su fundador; y la otra orientada a analizar los diversos aspectos del desarrollo histórico del ámbito en que se ubican las ciudades de Guadalajara y Alcalá de Henares.
El 20 de noviembre de 2001 la Universidad de Alcalá inauguró las actuales instalaciones del CIEHC en el Palacete Laredo. El edificio acoge un centro de documentación, con aproximadamente 150.000 microfilminas de documentos históricos; y una biblioteca especializada que incluye fuentes documentales y bibliográficas relativas a la historia de la antigua Universidad de Alcalá.
El Museo Cisneriano está abierto al público, y en él se puede admirar una sorprendente colección documental en torno al gran mecenas de la ciudad de Alcalá el cardenal Francisco Jiménez de Cisneros. Destaca la Biblia Políglota Complutense, obra en seis volúmenes que constituyó en su momento una revolución teológica, al ser la primera edición políglota de una Biblia completa. Impresa en cuatro idiomas (idioma hebreo, idioma griego, latín e idioma arameo), de las 600 copias publicadas, sólo se sabe de la supervivencia de 123, y en este museo se expone una de manera permanente por primera vez. También se encuentran los cuatro volúmenes de la Biblia Políglota de Amberes o Biblia Regia, encargada por Felipe II a Benito Arias Montano, un antiguo estudiante de la Universidad de Alcalá. Además, el Museo muestra importantes objetos relacionados con el cardenal Cisneros, que van desde retratos suyos de la época, hasta su cáliz o su testamento.